# Milovan Vidaković
Milovan Vidaković (Милован Видаковић), född 1780 i Nemenikuće, död 1841 i Pest, var en serbisk författare. 
Vidaković grundlade den serbiska romanen 1805 genom den versifierade berättelsen Istorija o prekrasnom Josifu. Han skrev moraliserande historiska berättelser, till god del hämtade ur Jovan Rajićs historia, i ett otympligt, halvt kyrkoslaviskt, halvt ryskt språk, som uppkallade Vuk Karadžić och andra språkmän till kraftig opposition. 
Redan Vidakovićs första roman, Usamljenij junosa ("Den ensamme hjälteynglingen", 1810), med motiv från Kosovoslaget, blev mycket populär. Mest bekant blev hans roman Ljubomir u Elisijumu (1841). Hans folkliga berättelser, till exempel Selim i Merima, var avfattade i medeltidens riddarstil. Vidaković skrev även episka dikter, en serbisk historia (1833–37) och grammatik (1838) samt en vallfartsresa, Putešestvìe v Jerusalim (1834). Hans samlade skrifter utgavs 1880.